# Carl Kundmann

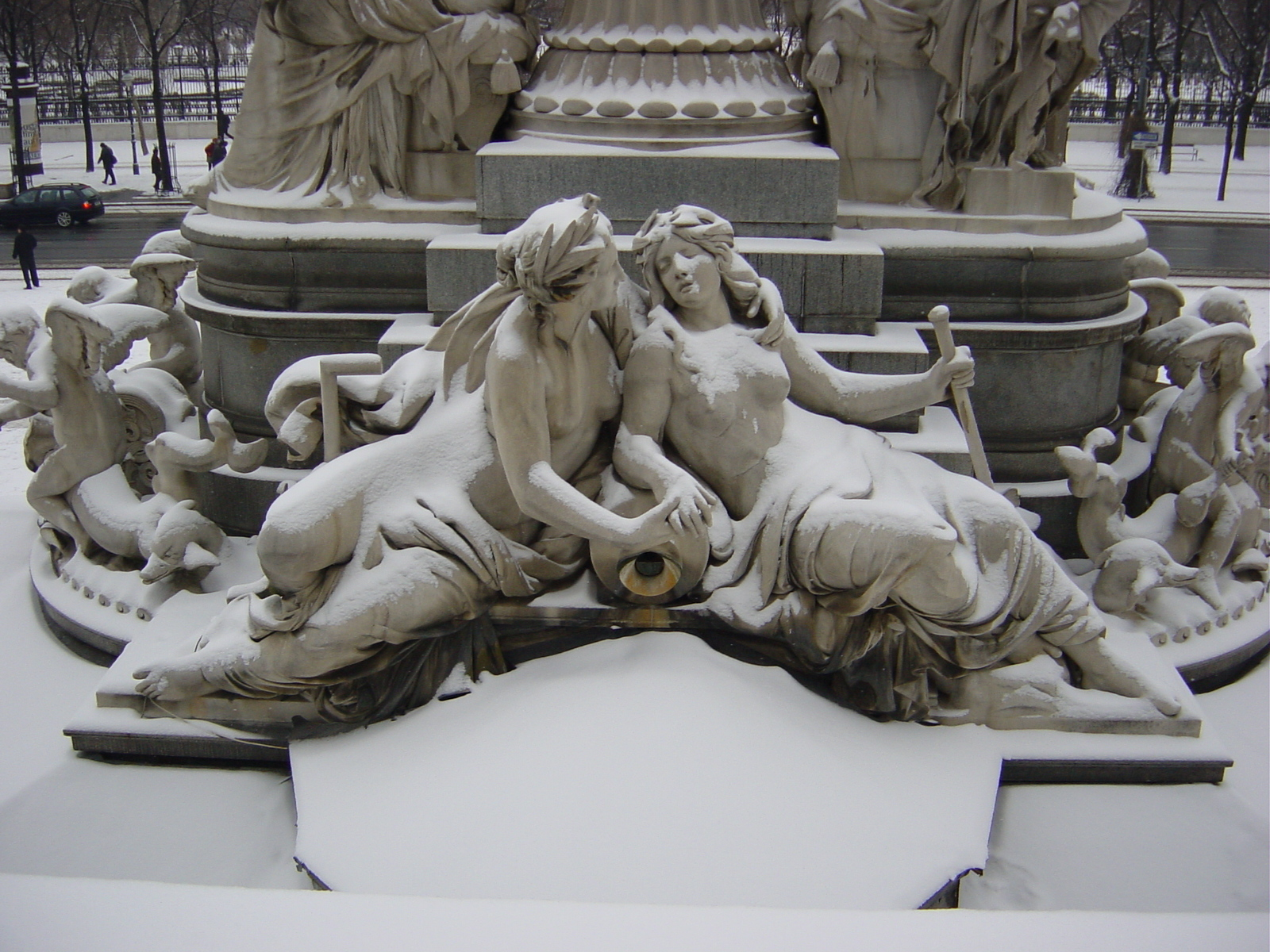
detalj av Athenabrunnen i Wien.

Carl Kundmann, född den 15 juni 1838 i Wien, död där den 9 juni 1919, var en österrikisk skulptör. 
Kundmann anses vara en av huvudfigurerna inom den så kallade Ringstraßenstil som var typisk för stadsbyggnaden i Wien 1860–1900, då han utförde många dekorationsarbeten.

## Verk

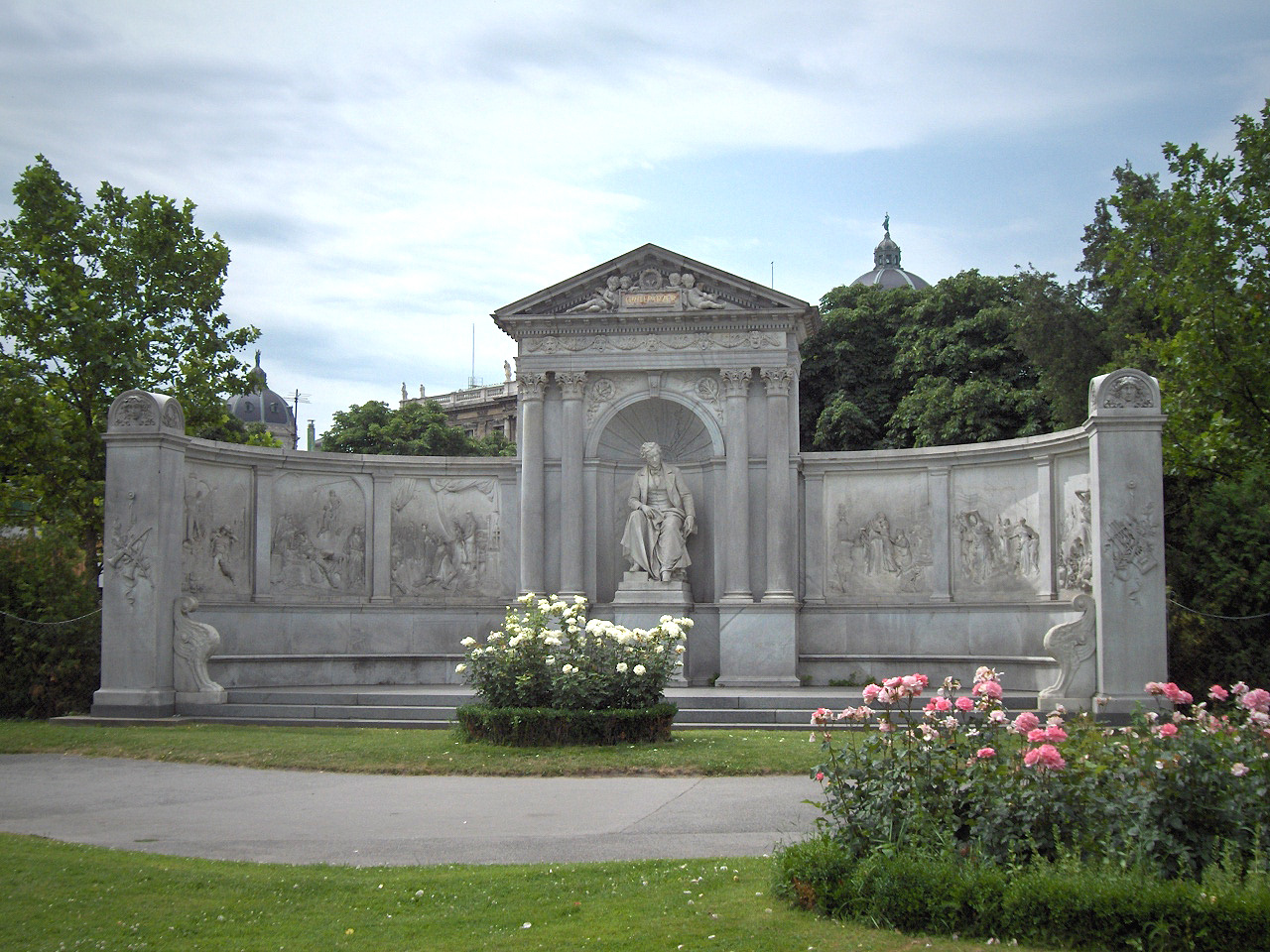
Grillparzermonumentet
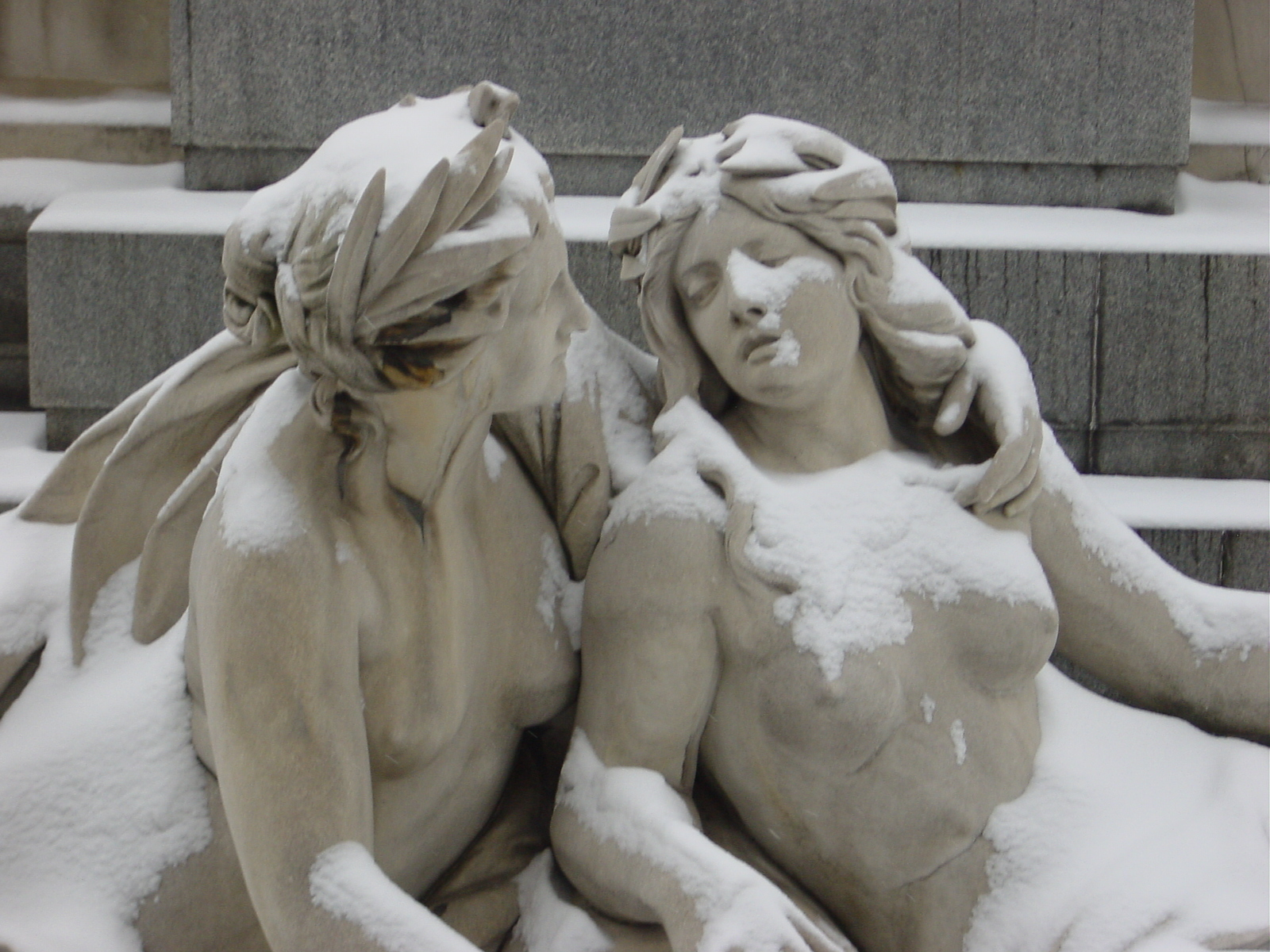
Athenebrunnen, detalj
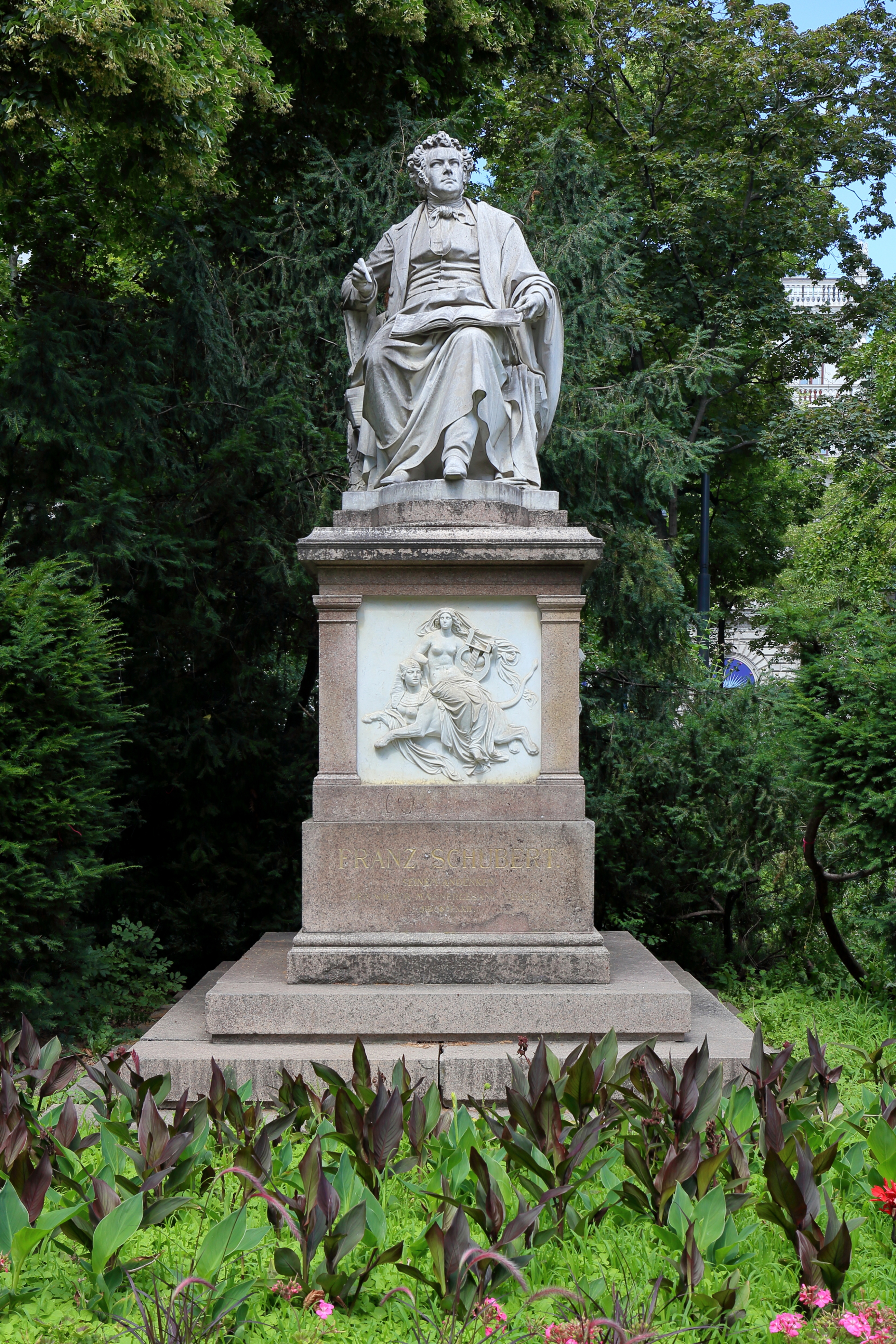
Schubertstatyn